# Joe Jenčík
Joe Jenčík, vlastním jménem Josef Jenčík, křtěný Josef Jan (22. října 1893 Královské Vinohrady – 10. května 1945 Praha) byl český tanečník, publicista, pedagog, choreograf a herec. Podílel se na choreografii více než 70 českých filmů (např. Pudr a benzín).

## Život
Narodil se jako první ze dvou dětí Jana Jenčíka (* 1862), řezníka na Vinohradech, z jeho prvního sňatku s Marií, rozenou Podubeckou (1874-1900). Josefa a jeho mladší sestru pak vychovávala nevlastní matka Anežka, rozená Kubcová.
Vyučil se strojním zámečníkem. Tanec začal studovat až v sedmnácti letech soukromě u Achilla Viscusiho, a v roce 1912 odjel s jeho taneční skupinou do Londýna, kde vystupoval v divadle Hippodrom. Po návratu jej v roce 1913 angažoval Augustin Berger do baletního sboru Národního divadla. Od roku 1914 byl sólistou Městského divadla na Královských Vinohradech (dnešní Vinohradské divadlo).
Po návratu z fronty 1. světové války působil v mnoha pražských kabaretech (např. Červená sedma) jako tanečník a choreograf. V letech 1928–1929 byl choreografem a uměleckým ředitelem kabaretu Lucerna.
Pak získal angažmá v Osvobozeném divadle. Sestavil a vedl tam dívčí baletní skupinu Jenčíkovy girls. Připravil choreografie pro celou řadu revue Voskovce a Wericha.
Od roku 1932 byl hostujícím choreografem pražského Národního divadla a v roce 1937  se stal řádným členem baletu Národního divadla. Zde působil jako choreograf a baletní mistr až do roku 1943. V letech 1941–1943 učil na konzervatoři v Praze.
Věnoval se také tzv. davové choreografii a připravil řadu masových vystoupení (např. II. Dělnická olympiáda nebo IX. Všesokolský slet).
V roce 1930, se oženil s Jaroslavou Voborskou roz. Pauerovou (1893), před ní dlouhá léta žil a tancoval s tanečnicí Hanou Škrdlantovou um. jm. Hana Jenčíková (1898-19??)
Zemřel 10. května 1945 a byl pohřben na Olšanských hřbitovech v Praze. Ostatky byly později přemístěny na Bubenečský hřbitov.

## Citát
| „                      | „Jenčík přišel do Osvobozeného z kabaretu Lucerna a přivedl s sebou svých "šest děvčátek Lucerny", která pak vystupovala a byla známá jako "Jenčíkovy girls". Joe Jenčík byl na své svěřenkyně neobyčejně přísný. Měl heslo, že nejtěžší taneční krok jim musí působit při tanci takové starosti jako vidlička při obědě. Jeho skupina byla opravdu vysoce ceněna odborníky.“ | “ |
| — František Filipovský | |   |

## Filmografie
- Pudr a benzín (1931), role: choreograf, režie Jindřich Honzl
- Děvče z tabákové továrny (1928), houpačkář Tomy, režie Václav Kubásek
- Paní Katynka z Vaječného trhu (1927), cibulář Lojzík, režie Václav Kubásek
- Bahno Prahy (1927), Václav Tatar, režie Miroslav Josef Krňanský
- Nemodlenec (1927), syn Adam, režie Václav Kubásek
- Dům ztraceného štěstí (1927), adjunkt Mejzlík, režie Josef Rovenský
- Květ ze Šumavy (1927), režie Karel Lamač
- Bludné duše (1926), Ouřada, režie Jan W. Speerger
- Řina (1926), režie J. S. Kolár
- Příběh jednoho dne (1926), režie Miroslav J. Krňanský
- Parnasie (1925), dr.Toman, režie Josef Kokeisl
- Svatební košile (1925), režie Theodor Pištěk
- Vdavky Nanynky Kulichovy (1925), režie Miroslav J. Krňanský
- Hříchy v manželství (1924), režie Hans Otto Löwenstein
- Píseň života (1924), režie Miroslav J. Krňanský
- Dáma z baru (1924)
- Drvoštěp (1922), režie Karel Lamač
- Proudy (1922), režie Theodor Pištěk
- Mrtví žijí (1922), režie J. S. Kolár
- Křižovatky (1922), režie Ferdinand Fiala
- Zelený automobil (1921), režie Svatopluk Innemann
- Odplata (1920), režie P. L. Winter
- Setřelé písmo (1920), mezinárodní podvodník, režie Josef Rovenský
- Billy v Praze (1920), milenec, režie Miroslav J. Krňanský
- Papá (1919), režie Miloš Nový
- A vášeň vítězí (1918), apač v krčmě, režie Václav Binovec

## Choreografie
- Počestné paní pardubické (1944)
- Peřeje (1940)
- Muzikantská Liduška (1940)
- Směry života (1940)
- Fibichův poem (1940)
- Filosofská historie (1937)
- Jánošík (1935)
- Prodaná nevěsta (1933)
- Děvčátko, neříkej ne! (1932)

## Knihy

### Romány s taneční tematikou
- 1935 Zloděj kroků
- 1944 Omyl Mea Mara Indry
- 1948 Byly ztráty na mrtvých

### Odborné publikace
- 1926 Tanec a jeho vytváření
- 1946 Taneční letopisy
- 1947 Skoky do prázdna